# Parafia św. Dominika w Chodczu
Parafia Świętego Dominika w Chodczu – rzymskokatolicka parafia z siedzibą w Chodczu, należy do dekanatu chodeckiego diecezji włocławskiej. 
Odpust parafialny odbywa się we wspomnienie Świętego Dominika – 8 sierpnia.
Proboszczem parafii od 2018 jest ks. kan. Grzegorz Szczepaniak.

## Obiekty sakralne
- kościół parafialny: Kościół św. Dominika w Chodczu
- kaplica filialna: Kaplica św. Jakuba Apostoła w Chodczu
- kaplica filialna: Kaplica Najświętszej Maryi Panny Królowej Polski w Zalesiu